# Kalifornium(IV)-fluorid
| Kalifornium(IV)-fluorid                                                                                         |                                 |
| __ Cf4+ __ F−                                                                                                   |                                 |
| Más nevek | kalifornium-tetrafluorid        |
| Kémiai azonosítók                                                                                               |                                 |
| CAS-szám | 42845-08-9                      |
| Kémiai és fizikai tulajdonságok                                                                                 |                                 |
| Kémiai képlet                                                                                                   | CfF4                            |
| Moláris tömeg                                                                                                   | 327,07 g/mol                    |
| Megjelenés | halványzöld színű szilárd anyag |
| Kristályszerkezet                                                                                               |                                 |
| Kristályszerkezet                                                                                               | monoklin                        |
| Ha másként nem jelöljük, az adatok az anyag standardállapotára (100 kPa) és 25 °C-os hőmérsékletre vonatkoznak. |                                 |

A kalifornium(IV)-fluorid egy aktinoida vegyület, képlete CfF4. Benne a kalifornium oxidációs száma +4.

## Előállítása
Elő lehet előállítani kalifornium(III)-oxid Cf2O3 és fluor reakciójával 400 °C-on:
{\displaystyle \mathrm {2\ Cf_{2}O_{3}\ +\ 6\ F_{2}\ {\xrightarrow {400\ ^{\circ }C}}\ 4\ CfF_{3}\ +\ 3\ O_{2}} }
De keletkezhet berkélium(IV)-fluoridból (249BkF4) béta-bomlással.

## Tulajdonságai
Halványzöld színű ionvegyület, amely Cf4+- és F− ionokból áll. Monoklin kristályrendszerben kristályosodik, tércsoport C2/c. Elemi cellája tizenkét atomot tartalmaz. Kristályszerkezet izotípusos az urán(IV)-fluoriddal.
Hevítés hatására kalifornium(III)-fluoridra és fluorra bomlik:
{\displaystyle \mathrm {2\ CfF_{4}\ {\xrightarrow {\Delta T}}\ 2\ CfF_{3}\ +\ F_{2}} }

## Fordítás
Ez a szócikk részben vagy egészben  a   Californium(IV)-fluorid című német Wikipédia-szócikk fordításán alapul.  Az eredeti cikk szerkesztőit annak laptörténete sorolja fel. Ez a jelzés csupán a megfogalmazás eredetét és a szerzői jogokat jelzi, nem szolgál a cikkben szereplő információk forrásmegjelöléseként.